# Dresdner Volkszeitung
Die Dresdner Volkszeitung (DVZ) war eine deutsche Tageszeitung. Sie erschien zunächst unter dem Titel Sächsische Arbeiter-Zeitung regelmäßig vom 1. Januar 1890 bis zum 28. April 1908, danach bis zum 8. März 1933 als Dresdner Volkszeitung beim Verlag Kaden & Comp. Die Adresse der Verlages mit angeschlossener Zeitungsredaktion war Wettiner Platz 10. Sie war bis zu ihrem Verbot 1933 durch die Nationalsozialisten das Organ der Dresdner Sozialdemokratie. Chefredakteur war Robert Grötzsch. Verbreitungsgebiet war Dresden und Umgebung. Die Leserschaft wuchs rasch von anfänglich 12.000 auf 50.000 zu Beginn des Ersten Weltkrieges.

## Geschichte
Die Zeitung hatte mehrere Vorläufer. Ab 1859 gab es die Saxonia, von 1871 bis 1877 die Zeitung Dresdner Volksbote, vom 1. April 1877 bis 1878 die Dresdner Volkszeitung, von Dezember 1878 bis 1883 die Dresdner Abendzeitung und von 1883 bis 1889 die Zeitung Sächsisches Wochenblatt. 
August Kaden gründete am 25. Dezember 1889 die Sächsische Arbeiterzeitung, die zunächst mit einigen Probenummern erschien. Ab dem 1. Mai 1908 war ihr Titel Dresdner Volkszeitung.
Für die Dresdner Volkszeitung arbeiteten viele namhafte Redakteure. Dazu zählten Georg Gradnauer (sächsischer Ministerpräsident während der Weimarer Republik), Richard Rösch und Wolfgang Schumann. Dessen Frau, Eva Schumann, schrieb als Rundfunkkritikerin für die Dresdner Volkszeitung. Paul Büttner arbeitete 21 Jahre lang ab 1912 als Musikkritiker, seine Frau Eva Büttner war ebenfalls ab 1912 Kunstkritikerin. Karl Hanusch führte einige grafische Arbeiten aus.
Am 2. März 1933 verbot das Dresdner Polizeipräsidium die Dresdner Volkszeitung für zunächst eine Woche, sie sollte erst am 10. März wieder erscheinen dürfen. Am 8. März durchsuchten und besetzten Polizei und SA sowohl Redaktion, Verlag und Druckerei der Dresdner Volkszeitung als auch die SPD-Sekretariate Ostsachsen bzw. Groß-Dresden am Wettiner Platz sowie die des gewerkschaftseigenen Dresdner Volkshauses am Schützenplatz. Mit schussbereiten Gewehren sicherte die Polizei das Vorgehen der SA in beiden Gebäuden. Die Leute wurden in den Keller getrieben; es hagelte Schläge und Tritte, die Schreie waren in der Umgebung zu hören. Am Nachmittag brannten auf dem weiträumig abgesperrten Wettiner Platz die in den Gebäuden beschlagnahmte Parteiliteratur sowie Plakate, Flugblätter, Broschüren und rote Fahnen. Schließlich hisste die SA auf dem Dach des Hauses der DVZ eine Hakenkreuzfahne. Durch diese Aktionen sollte das Wiedererscheinen der Dresdner Volkszeitung erfolgreich verhindert werden.
Durch den Überfall verlor die Zeitung ihre materiellen und personellen Grundlagen, sodass Bemühungen um ein Wiedererscheinen keinen Erfolg haben konnten. Chefredakteur Robert Grötzsch gelang es unterzutauchen. Max Sachs wurde verhaftet und zwei Jahre später im Jahr 1935 im KZ Sachsenburg zu Tode gefoltert, der Journalist Paul Mochmann arretiert im KZ Hohnstein. Es war tatsächlich unmöglich geworden, die Zeitung herauszubringen.
Nach dem Zweiten Weltkrieg erschien die DVZ am 11. September 1945 zunächst unter dem Namen Volksstimme. Am 13. April 1946 erfolgte die Zwangsvereinigung mit der Sächsischen Volkszeitung der KPD zur Sächsischen Zeitung. Die Redaktionsleitung übernahmen Kurt Gentz von der SPD und Hans Teubner von der KPD paritätisch, die Redakteure stammten zumeist aus der KPD. Die Zeitung wurde zum Sprachrohr der SED und beteiligte sich aktiv an der Diffamierung der Sozialdemokratie.